# Rāʾ
Rāʾ (ر) – dziesiąta litera alfabetu arabskiego. Używana jest do oznaczenia dźwięku [r], tj. spółgłoski drżącej dziąsłowej dźwięcznej. Pochodzi od fenickiej litery Resz.
W języku polskim litera Rāʾ jest transkrybowana za pomocą litery R.
W arabskim systemie liczbowym literze Rāʾ odpowiada liczba 200.

## Postacie litery
| Postać: | izolowana | końcowa | środkowa | początkowa |
| ------- | --------- | ------- | -------- | ---------- |
| Wygląd: | ر‬         | ـر‬      | ـر‬       | ر‬          |

## Kodowanie
| Znak                   | ر                 | ر                 |
| ---------------------- | ----------------- | ----------------- |
| Nazwa w Unikodzie      | Arabic Letter Reh | Arabic Letter Reh |
| Kodowanie              | dziesiątkowo      | szesnastkowo      |
| Unicode                | 1585              | U+0631            |
| UTF-8                  | 216 177           | d8 b1             |
| Odwołania znakowe SGML | &#1585;           | &#x0631;          |